# Wells (Columbia Britannica)
Wells è una municipalità distrettuale del Canada, situata in Columbia Britannica, nel distretto regionale di Cariboo.